# Усі птахи в небі
«Усі птахи в небі» (англ. All the Birds in the Sky) — науково-фантастичний роман американської письменниці та редакторки Чарлі Джейн Андерс 2016 року. Це її дебютний фантастичний роман, який був вперше опублікований у січні 2016 року у Сполучених Штатах видавництвом Tor Books. Книга про відьму та техно-ґіка, їхні непрості стосунки та спроби врятувати світ від катастрофи. Видавець описав твір як «поєднання літературного фентезі та наукової фантастики».
Загалом роман був добре сприйнятий критиками. Він отримав премію «Неб'юла» 2017 року за найкращий роман, премію Кроуфорда 2017 року та «премію Локус 2017 року за найкращий фентезійний роман»; він також був номінований на премію «Г'юго» 2017 року як найкращий роман. Журнал Time поставив її під № 5 у «10 найкращих романів» 2016 року і вибрав її як одну зі своїх «100 найкращих фантастичних книг усіх часів».

## Короткий зміст сюжету
— «Всі птахи в небі», сторінка 99
Дія книги «Усі птахи в небі» розгортається в недалекому майбутньому й розповідає про Патрицію та Лоуренса, відьму та техно-ґіка. Коли їй виповнюється шість років, Патрисія виявляє, що має магічні здібності, як-от розмовляти з птахами, але вона не контролює їх і не може викликати їх за бажанням. Лоуренс з дитинства винаходить гаджети, робить із годинника двосекундну машину часу, а пізніше у своїй спальні будує суперкомп'ютер. Патриція та Лоуренс навчаються в одній середній школі, де вони відкривають один одного після того, як інші діти їх відсторонили за те, що вони занадто дивні.
Однак їхнє навчання в школі триває недовго, і вони незабаром розлучаються. Патриція тікає після того, як її звинувачують у чаклунстві, і за допомогою птаха стає ним і відлітає. Її перехоплює чарівник, який записує її в школу для відьом. Батьки відправляють Лоуренса до військової виправної школи за його неконформну поведінку.
Десять років потому дорослі Патрісія та Лоуренс знову стикаються на вечірці. Тепер Патрисія стала відьмою, яка може контролювати та використовувати свої магічні здібності, і приєдналася до відьомської кабали. Лоуренс уникнув реформи і тепер є частиною мозкового центру однодумців, які створюють генератор кротовин. Патрисія та Лоуренс підтримують зв'язок, але їхні розбіжності у філософії погіршують їхні стосунки.
Усе це відбувається на тлі занепаду світу, який супроводжується суперштормами, землетрусами та війнами, які руйнують міста та дестабілізують країни. Це початок Розгадки. Це призводить до протистояння між наукою та магією, що ставить під загрозу стосунки Патриції та Лоренса. Історія закінчується тим, що пара примиряє свої розбіжності та поєднує науку та магію, щоб зупинити Розгадку.

## Фон
Перший роман Андерс, «Хлопчик-хорист», був опублікований 2005 року. Більша його частина написана 2001 року, і вона описала це як «дуже дивну літературну» вигадку. Після цього вона працювала над кількома романами, у тому числі «Усі птахи в небі», але лише після того, як її науково-фантастичний роман «Шість місяців, три дні» приніс їй премію «Г'юго» за найкращий роман, вона зрозуміла, чого прагнуть читачі, і зосереджено на «Усіх птахів у небі» . В інтерв'ю 2016 року в подкасті про науково-фантастичну книгу «Путівник ґіка по Галактиці» Андерс сказала, що в той час як інші книги, над якими вона працювала, «здавалися тим, що могли б написати інші люди», «Усі птахи в небі» «були схожі на те, що могла написати лише я». Більшу частину 2011 року вона витратила на роботу над книгою She spent most of 2011 working on the book.. Tor Books придбала «Усі птахи в небі» у березні 2014 року, публікація була запланована на 2015 рік.
Попередні чернетки роману включали інопланетян і злого чарівника. Андерс згадувала, що вона «наповнила його елементами жанру» до такої міри, що це стало «свого роду жанровою пародією». Але приблизно на шостому чернетці вона вирішила зробити його про відьму та божевільного вченого, Патрицію та Лоренса. Спочатку вони мали бути суперниками, використовуючи науку та магію, щоб боротися один з одним, але Андерс зрозуміла, що це буде краще, якщо вони будуть друзями. Вона сказала, що саме стосунки, які вона створила у творі «Шість місяців, три дні», змусили її вирішувати зробити «Усі птахи в небі» «історією стосунків». Як натхнення для розділів роману про дорослішання Патриції та Лоуренса Андерс цитувала «Меншого брата» Корі Докторова (2008) і «Серед інших» (2011) Джо Волтона.

## Відгуки
У рецензії в SF Signal критик наукової фантастики Джеймс Воллес Гарріс описав «Усіх птахів у небі» як «три весілля: шлюб наукової фантастики та фентезі, … молодого та дорослого, і … жанру та літератури». Він сказав, що Андерс вдається це «легким дотиком, створюючи роман, який приємно читати, але настільки глибокий, наскільки ви готові копати». У статті для The Independent Девід Барнетт описав роман як суміш Діани Вінн Джонс, Дугласа Каупленда та Ніла Ґеймана — «трохи наукової фантастики, трохи фентезі та дуже багато веселощів». Він додав, що Андерс є «важливим новим голосом у жанровій художній літературі» і що ця книга «відзначає сміливий дебют, що змінює жанри, який, незважаючи на те, що він є задовільним, можливо, натякає на ще більше величі в майбутньому».
Майкл Беррі писав у San Francisco Chronicle, що Андерсова суміш наукової фантастики та фентезі з історією про дорослішання має задовольнити читачів кожного з цих жанрів. Він сказав, що роман «очевидно є чимось особливим», що «проходить межу між дивакуватістю та милим», але досить урівноваженим, щоб компенсувати «химерні аспекти» історії. У рецензії в New York Journal of Books прозаїк і редактор Саманта Голловей назвала роман «такою охайною книжкою» через те, що він може бути водночас «жахливим і небезпечним» та «гарним і чарівним»; те, як він торкається «важких тем», таких як доля, свобода волі та екологічна катастрофа, але, здається, «танцює з ними [радше], ніж бореться»; і те, як він просто не «сприймає себе надто серйозно». Холловей сказала, що «дар Андерса до діалогу та опису» робить «дивацтво… інтуїційним і правдоподібним».
У рецензії в Locus Ґері К. Вольф писав, що хоча історії, які поєднують наукову фантастику та фентезі, часто розповідають про науку та магію, а їхній результат загалом передбачуваний, «Усі птахи в небі» — «один з найдивовижніших романів, які я прочитав цього року», і загалом «один з найпрекрасніших». За його словами, Андерс досягає успіху за допомогою «чогось такого простого, як тон». Перша частина — «абсолютно приголомшливий роман у молодіжному стилі», досягнутий завдяки «майстерному, дивакуватому, а іноді й кумедному контролю над тоном»; пізніше він «час від часу трохи хитається», оскільки історія переходить від «виправлення стосунків до виправлення світу», але на цьому етапі «Андерс майже повністю переконала нас у власній привабливості своїх недосконалих персонажів». На сайті Британського товариства фентезі Річард Вебб написав, що сюжет книги загалом «добре розвинений і переконливий», і високо оцінив «прекрасні образи» в прозі Андерс. Але «роман, орієнтований на підлітків і дорослих», що лежить в основі головного сюжету, спрацював не зовсім вдало. Вебб вважав, що стосунки Патриції та Лоуренса «грали проти заїждженої „приреченої любові“ їхнього діаметрально протилежного шкільного навчання», а їхнє возз'єднання виглядало «сюжетною вигадкою», яка мала «відчуття неминучості».
Згідно з агрегатором рецензій Book Marks, «Усі птахи в небі» отримали «захоплені» рецензії на основі 8 рецензій.

## Нагороди
| рік      | Нагорода                        | Нагорода           | Результат        | Ref.   |
| -------- | ------------------------------- | ------------------ | ---------------- | ------ |
| 2017 рік | Премія Кроуфорда                | —                  | Перемога         | [ 16 ] |
| 2017 рік | Премія Г'юго                    | Роман              | У шорт-листі     | [ 17 ] |
| 2017 рік | Премія Джеймса Тіптрі-молодшого | —                  | Почесна відзнака |        |
| 2017 рік | Премія Локус                    | Фантастичний роман | Перемога         | [ 18 ] |
| 2017 рік | Премія Неб'юла                  | Роман              | Перемога         | [ 19 ] |

## Переклади
Книга була перекладена німецькою мовою Софі Зейтц і опублікована в Німеччині як Alle Vögel unter dem Himmel видавництвом Fischer Tor у квітні 2017 року.

## Продовження
У 2016 році Андерс написала «Конюшину», новелу про кота Патриції з роману «Усі птахи в небі». Він був опублікований Tor.com у жовтні 2016 року, а пізніше був включений до збірки короткометражної прози Андерс «Шість місяців, три дні, п'ять інших», опублікованої Tor.com у жовтні 2017 року.

## Цитовані твори
- Anders, Charlie Jane (2016). All the Birds in the Sky (вид. e-book). London: Titan Books. ISBN 978-1-7856-5056-7.